# 데이콤넷
데이콤넷(DACOM-Net)은 1984년 7월 25일 개통된 국내 최초의 공중데이터통신망(PSDN)이다. 패킷 교환 방식을 이용하여 56Kbps의 속도로 교신할 수 있었다..